# Nina Grigorjewna Anarina
Nina Grigorjewna Anarina (russisch Нина Григорьевна Анарина; * 1. Januar 1945 in Moskau) ist eine sowjetische bzw. russische Kunstwissenschaftlerin und Japanologin.

## Leben
Das Studium begann Anarina 1965 am Institut für  Länder Asiens und Afrikas der Lomonossow-Universität Moskau mit Abschluss 1970. Darauf arbeitete sie als Redakteurin im Verlag Progress.
Nach der dreijährigen Aspirantur verteidigte Anarina 1977 ihre Kandidat-Dissertation mit einer Analyse des japanischen klassischen Nō-Theaters mit Erfolg für die Promotion zur Kandidatin der Kunstwissenschaft. Darauf wurde sie wissenschaftliche Mitarbeiterin des Allunionsforschungsinstituts für Kunstwissenschaft des Kulturministeriums der UdSSR und der Akademie der Wissenschaften der UdSSR.
Das  Nō-Theater wurde Anarinas Forschungsschwerpunkt. Insbesondere widmete sie sich Zeami Motokiyos Traktat über die Philosophie der Theaterkunst. Auch studierte sie die Geschichte der japanischen Dramaturgie des 20. Jahrhunderts. Sie untersuchte die Kyōgen-Farcen, das Werk des ersten japanischeb Regisseurs des modernen Theaters Osanai Kaoru und das Bunraku-Theater. Sie setzte sich für das Studium des Kabuki-Theaters in der UdSSR ein und für Auftritte japanischer Schauspieler in Russland.
Anarina verteidigte 2000 ihre Doktor-Dissertation über die 600-jährige Entwicklung des japanischen  Nō-Theaters mit Erfolg für die Promotion zur Doktorin der Kunstwissenschaft.